# Hum Aapke Dil Mein Rehte Hain

Hum Aapke Dil Mein Rehte Hain (litt. « nous vivons dans ton cœur ») est un film indien de Bollywood réalisé par Satish Kaushik en 1999, avec Anil Kapoor, Kajol, Anupam Kher et Shakti Kapoor. Kajol a été nommée pour le rôle de meilleure actrice lors des Filmfare Awards.

## Synopsis
Vijay Chopra (Anil Kapoor), qui a été élevé aux États-Unis, revient en Inde pour succéder à son père, Vishwanath Chopra (Anupam Kher), dans l'entreprise familiale. Il a un mode de vie occidental et ne fait pas grand cas des traditions indiennes. Vishwanath espère apporter un peu de stabilité dans la vie de son fils par le mariage mais ce dernier n'y prête aucune attention. Vishwanath, qui a beaucoup d'estime pour sa secrétaire Megha (Kajol), incite Vijay à la rencontrer. Les deux hommes trouvent enfin un compromis ; Vijay consent à épouser Megha, mais avec un contrat de mariage à l'essai : cette union ne sera valable qu'un an et ne sera prolongée que si les deux partenaires se sentent réellement complices. Dans le cas contraire, Megha devra s'en retourner définitivement chez sa famille... Bien que furieux de la décision de son fils, Vishwanath accepte un tel mariage pensant que Megha est la femme idéale qui saura faire changer d'opinion Vijay sur le mariage. Megha refuse dans un premier temps l'offre, mais issue d'une famille modeste composée de deux sœurs, Manju (Sudha Chandran) et Maya (Gracy Singh), ainsi que d'un frère, Sudhakar (Raju Shrestha), elle se résout à épouser Vijay pour des raisons financières...

## Fiche technique
- Titre : Hum Aapke Dil Mein Rehte Hain
- Réalisateur : Satish Kaushik
- Producteur : D. Rama Naidu
- Scénaristes : Jainendra Jain, Bhupati Raja
- Musique : Anu Malik
- Sortie : 22 janvier 1999
- Durée : 170 minutes
- Pays : Inde
- Langue : Hindi
- Format : Couleurs

## Distribution
- Anil Kapoor : Vijay
- Kajol : Megha
- Anupam Kher : Vishwanath, père de Vijay
- Shakti Kapoor : Khairati Lal
- Parmeet Sethi : Yeshwant Kumar
- Mink Singh : Anita
- Satish Kaushik : Nathu
- Rakesh Bedi : Salim
- Johnny Lever : Sunny Geol
- Smita Jaykar : Mère de Megha
- Sudha Chandran : Manju
- Gracy Singh : Maya
- Sadhu Meher : Badri Prasad
- Raju Shrestha : Sudhakar
- Adi Irani : Époux de Manju

## Musique
| Chanson                       | Compositeur | Parolier | Interprète(s)                                |
| ----------------------------- | ----------- | -------- | -------------------------------------------- |
| Chhup Gaya Badli Mein Jaake   | Anu Malik   | Sameer   | Alka Yagnik, Udit Narayan                    |
| Dhingtaraa Dhingtaraa         | Anu Malik   | Sameer   |                                              |
| Hum Aapke Dil Mein Rehte Hain | Anu Malik   | Sameer   | Anuradha Paudwal, Kumar Sanu                 |
| Papa Mein Papa Ban            | Anu Malik   | Sameer   | Abhijeet, Shankar Mahadevan, Anuradha Sriram |